# جنگل سنارت
جنگل سنارت (به فرانسوی: Forêt de Sénart) یک جنگل در فرانسه است که در ایل-دو-فرانس واقع شده‌است.